# Структура кристалла
«Структура кристалла» (пол. Struktura kryształu) — в советском прокате «Размышление» — первый полнометражный фильм режиссёра Кшиштофа Занусси, завоевавший призы на международных кинофестивалях.

## Сюжет
Фильм рассказывает историю двух друзей-физиков, которые выбрали для себя совершенно различную жизнь — один из них работает за границей, успешно делая карьеру, а другой устранился от шумного мира и активной жизни — он теперь живёт в тихой деревне и работает там на маленькой метеостанции. Товарищи завидуют жизни друг друга: один — спокойствию, концентрации и чистоте духа отшельника, а другой — активной жизни и успехам карьериста.

## В ролях
- Барбара Вжесинска — Анна
- Ян Мыслович — Ян, муж Анны
- Анджей Жарнецкий — Марек Кавецкий
- Владислав Ярема — дедушка
- Адам Дембский — лесничий
- Даниэль Ольбрыхский — камео (нет в титрах)

## Награды
- Международный кинофестиваль в Вальядолиде — приз г. Вальядолид
- Международный Кинофестиваль в Мар-дель-Плата — приз кинокритики за лучший дебют
- Международный кинофестиваль в Панаме — специальный приз[1]

## Интересные факты
В фильме присутствуют аллюзии на картину Анджея Вайды «Всё на продажу» (1968).